# Glaydah Namukasa
Glaydah Namukasa est une femme de lettres ougandaise et une sage-femme. Elle est l'auteur de deux romans en langue anglaise, Voice of a Dream et Deadly Ambition. Elle est membre de FEMRITE, l'Association des femmes écrivaines d'Ouganda. Elle est l'une des 39 écrivains Africains sélectionnés dans le cadre du Africa39, 39 écrivains sub-sahariens considérés parmi les plus prometteurs parmi les écrivains de moins de 40 ans.

## Biographie
Glaydah Namukasa est née en Ouganda. Encore enfant à la mort de son père, elle grandit à Entebbe avec sa mère, ses trois sœurs et deux frères. Elle étudié à Nkumba, puis à Entebbe. Elle obtient un diplôme de sage-femme en juin 2000 à l'école des soins infirmiers de Kabale. Elle a toujours aimé construire, raconter et écrire des histoires. Un de ses amis enthousiastes, Andrew Byogi, qui les a lus et relus, la recommande à une association de femmes écrivaines en Ouganda, FEMRITE, où elle est devient une militante et une écrivaine active,,.
Le roman pour jeunes adultes de Glaydah Namukasa, Voice of a Dream, remporte le prix Macmillan 2005-2006, dans la catégorie des écrivains de africains,,,,. Elle reçoit une bourse internationale, Michael and Marylee Fairbanks 2006, pour assister à la Breadloaf Writers' Conference à Ripton, dans le Vermont, aux États-Unis. Son deuxième roman, Deadly Ambition, est publié en 2006 dans le cadre du projet Crossing Borders. À l'automne 2008, elle reçoit le titre de membre honoraire de l'International Writers Program (IWP), de l'université de l'Iowa, aux États-Unis,,. Elle est également écrivaine invitée en résidence à la City of Asylum de Pittsburghet à la résidence Ledig House International Writers, àHudson, New York. En tant que participante à Friends of Writing, elle travaille sur son roman Crossing the Bramble Field avec son mentor Angela Barry (en). En 2012, son récit My New Home fait partie d'un projet qui mettait en vedette des femmes africaines,,. Ses nouvelles ont été publiées dans des anthologies en Ouganda, en Afrique du Sud, au Royaume-Uni et en Suède. Elle a écrit trois livres pour enfants, tous publiés par la filiale panafricaine de Macmillan.
Elle devient en 2014 la présidente de l'association FEMRITE. La même année, elle est sélectionnée parmi les 39 écrivains Africains de moins de 40 ans, jugés les plus prometteurs, dans le cadre du Africa39,,,,.

## Publications
(novembre 2018).

### Romans
- Voice of a Dream, Macmillan Education, 2006, 97 p. (ISBN 978-1-4050-9592-1)
- The Deadly Ambition, Mallory International Limited (Verlag), 2006, 236 p. (ISBN 978-1-85657-103-6)

### Nouvelles
- "And Still Hope Survives ", dans Helon Habila, Kadija George, éd. (2008). Rêves, Miracles et Jazz. Picador Africa.
- "Then Now and Tomorrow", dans Jungfrau et d'autres nouvelles : The Caine Prize for African Writing, 7th Annual Collection. New Internationalist Publications Ltd. 2007.  (ISBN 978-1-904456-62-9).
- "The Naked Bones", dans Violet Barungi, éd. (2006). Cadeaux de Récolte. Publications FEMRITE.
- "Ojera's Final Hope", dans Raoul J. Granqvist, éd. (2005). Michael's Eyes : The War against the Ugandan Child. Umea, Suède : Institutionen for moderna sprak Umea universitet.
- "The Second Twin", dans Hilda Twongyeirwe, ed. (2004). J'ose le dire. Publications FEMRITE.
- "My new Home", Words Without Borders, 2013 "Dreams dreams and dreams !", authorme.com
- Dreams dreams and dreams!

### Poèmes
- « Encore de l'espoir survit », Sable Magazine, Royaume-Uni (en lice pour le Ken Sarowiwa Héritage) 2004
- « Ce lieu », FEMRITE Word Write Journal, 2004, réédité dans Poetry Poster Project 2008